# سالي رايد ساينس
ركز (سالي رايد سينس) في جامعة كاليفورنيا في سان دييغو علي التطوير المهني للمعلمين. (ك- 12) (ستيم) وهي الحروف الأولى في اللغة الإنجليزية لكل من العلوم والتكنولوجيا والهندسة والرياضيات بالإضافة إلى  الفنون (ستيم)، بما في ذلك الدورات والمحاضرات وبرامج أخرى  يمكن حضورها عن طريق الموقع الرقمي للجامعة ، والهدف من ذلك هو مساعدة المعلمين في بناء ثقافة (الستيم) بين الطلاب وتكوين روابط بين ما يدرسه الطلاب وتلك المجالات، والتي من المتوقع أن تشهد نموًا سريعًا في مجالاتها الوظيفية في العقود القادمة.
وستعمل المؤسسة الغير الربحية على إنشاء برامج جديدة والاستفادة من برامج سالي رايد سينس الحالية.
تشمل البرامج الحالية برنامج (المهن الرائعة في ستم) والتي توفر التطوير المهني للمعلمين ولموارد الفصول الدراسية الكتب الدراسية ودليل المعلم ودليل نشاط المعلم للترابط الوظيفي في ستيم، لإستنهاض اهتمامات الطلاب المتعلقة بمواضيع ستيم ومهنها. الأبحاث أوضحت أن التعرف على وظائف الستيم والأشخاص المتنوعين العاملين في هذه المجالات يلهم الطلاب ويضيف لهم معنى جديدا من خلال دراستهم للعلوم والتكنولوجيا والهندسة والرياضيات.
هذا بالإضافة إلى برنامج رئيسي آخر اسمه المفاهيم الأساسية في العلوم. هذا البرنامج المتكامل والمعياري يوفر التطوير المهني للمعلمين حول كيفية تدريس العلوم باستخدام نموذج التعليم (أي-5) والموارد الدراسية ككتب الطلاب والتحقيقات العملية ودليل المعلمين والتقييمات التي يمكن للمعلمين استخدامها في بناء ثقافة الستم بين الطلاب والكلية والإستعداد الوظيفي. تبين الأبحاث الخاصة بالبرنامج أن تدريس عدد أقل من المفاهيم العلمية بتعمق أكبر يمنح الطلاب أساسًا متينًا لتطوير ثقافة الستيم.

## التمييز الوظيفي
https://en.wikipedia.org/wiki/Labour_discriminationالتمييز الوظيفي حسب ما عرفه كينيث آرو هو: «التقييم حسب الخصائص الشخصية للعامل والتي لا علاقة لها بإنتاجيته في سوق العمل» ،  وبالتالي يمكن تعريف التمييز الوظيفي بأنه  تفريق الأشخاص العاملين على أساس بعض خصائصهم مثل اللون أو العرق أو الأصل أو الجنس وما إلى ذلك والتي يمكن تصنيفها كعوامل لا يمكن التحديد على أساسها إنتاجية العامل. وهناك أبعاد عدة يجب مراعاتها عند الحديث عن التمييز الوظيفي، أكثرها وضوحًا هو أن المجموعة التي يتم التمييز ضدها وظيفيًا تتقاضى أجورا أقل مقابل المجموعات الأخرى عند القيام بوظائف مماثلة، وتسمى هذه الحالة بالتمييز في الأجور وهو أكثر أشكال التمييز الوظيفي انتشارا. ويمكن ملاحظة محاولة مكافحة هذا النوع من التمييز في زيادة التشريعات المتعلقة بالمساواة في الأجور في بلدان مختلفة،  وعلى سبيل المثال قانون المساواة في الأجور (1970) وقانون التمييز على أساس الجنس (1975) وقانون حماية العمالة (1975) ولكن فعالية هذه التشريعات تخضع للكثير من النقاش. ثانياً أن مستوى البطالة للفئة المضطهدة عمومًا أعلى من مستوى الفئات الأخرى التي لا تواجه مثل هذا التمييز. ثالثًا هناك تمييز في نوعية الوظائف التي يمكنهم الوصول اليها، ويتم تفضيل الفئة المضطهدة للمهام المتكررة والدونية التي لا تتطلب مهارة عالية،  وتُعرف هذه الحالة بأنها التمييز في العمل؛ حيث يتم استبعاد الفرد من وظيفة يقوم فرد آخر ذو انتاجية مماثلة بالقيام بها،  عندما يحدث هذا الفئة المظلومة يشغلون وظائف أقل من تأهيلهم، وذلك ببساطة لأن هذه الفئة لا تستطيع الوصول إلى وظائف ذات رواتب أفضل على قدر المساواة مع نظرائهم وتُحرم من فرص التوظيف والترقية. ويسود اعتقاد خاطئ بأن التمييز لا يُمارس إلا من قِبل صاحب العمل، هذا ليس صحيحا. فبالإضافة إلى تمييز صاحب العمل، يمكن أن يتواجد أيضًا التمييز من قبل العملاء حيث يفضل العملاء التعامل مع نوع معين من الأشخاص فقط.

### نظريات التمييز الكلايسيكية الجديدة
يجب أن نتعامل مع التمييز الوظيفي بشكل أساسي وفقا إلى الكلاسيكية الحديثة التي تستند إلى نظرية رأس المال البشري.
وللتصدي لمشكلة هذا النوع من التمييز يصبح من المهم الإجابة على سؤالين أساسيين:
(1) إلى أي مدى يوجد اختلاف في الهيكل الوظيفي لمختلف الفئات على أسس اختلافات كالتعليم والتدريب، وأيضا على النقيض من ذلك إلى أي مدى يوجد تشابه في الهيكل الوظيفي بين الأفراد المؤهلين الذين ينتمون إلى مجموعات مختلفة ويتلقون معاملة غير متكافئة؟
(2) إذا كان هذا التمييز  كما هو مقترح موجودًا، فما هي التفسيرات التي طرحها لتبرير ما سبق؟

### تمييز العملاء
تمييز العملاء هو أحد مظاهر التحيز الشخصي للمستهلكين بحيث يفضلون المتاجرة مع أفراد ينتمون إلى مجموعة معينة على الآخرين. هُناك حقيقة سائدة تنص على أن العملاء لا يحبون خدمتهم من قبل الأقليات أو النساء ، على سبيل المثال قد يرغب العميل الأبيض في خدمته بواسطة عامل أبيض،  هذا يؤدي إلى نتيجتين الأولى هي انخفاض في الطلب على السلعة التي يتم بيعها من قبل عمال أمريكيين ذو أصل أفريقي، والثانية إذا كانت تكلفة المنتج هي س يتصرف العميل على أنه يقوم بدفع س (ص+1) حيث أن ص هي تكلفة التمييز. حقيقة أن تمييز العملاء لا يزال سائدًا في قطاع الأعمال يؤدي إلى عدد من العواقب، أولها أنه يؤدي إلى فصل الوظائف مثل أن يتم فصل الأقليات والنساء ومنحهم وظائف لا تتطلب مستوى عالٍ من الإتصال الشخصي مع العملاء وثانيها بإن التراجع في قطاع الصناعة والنمو في قطاع الخدمات لن يساعد إلا في زيادة آثار هذا التمييز مع نمو الوظائف التي تتطلب اتصالًا مباشرًا.

### التمييز الإحصائي
يقال أن التمييز الإحصائي يحدث عندما يقوم صاحب العمل بفرض خصائص المجموعة على الفرد مما يؤدي إلى التمييز ضده في سوق العمل. ففي عملية اختيار المرشح المناسب للوظيفة، يمكن فقط لصاحب العمل الوصول إلى تلك المعلومات التي تحدد إنتاجية الفرد مثل التعليم والتدريب والخبرة والعمر وما إلى ذلك،  هذه المعايير بالتأكيد تلعب دورًا هامًا، لكنها ليست معايير مثالية للانتاجية. في مثل هذه الحالات يكمل صاحب العمل هذه المعلومات بمعلومات أخرى بارزة عن المجموعة التي ينتمي إليها على سبيل المثال يمكن تحديد جنس الشخص وعرقه بسهولة من خلال مقابلة. وبالتالي يمكن للموظف إرفاق خصائص الجنس لتقدير الإنتاجية أو تخمينها. هذا شكل من أشكال التمييز الذي لا ينشأ بسبب تحيز شخصي عميق يحمله صاحب العمل ضد موظف محتمل. مثالاً لتوضيح ذلك: تميل النساء في المتوسط إلى الحصول على حياة مهنية أقصر من الذكور، وبالتالي حتى إذا كان لديهم مؤهلات مساوية للرجل فإنها تميل إلى أن تكون أقل قيمة للشركة، في هذه الحالة قد تكون المرأة ذات العقلية المهنية والمؤهلات المساوية للرجل مظلومة عند التقدم لوظيفة، لأن صاحب العمل قد يأخذ في الاعتبار الخصائص السائدة عن المرأة المتوسطة عند مقارنة الطلبين، وبالتالي يتم التمييز ضد المرأة ذات العقلية المهنية. يؤدي التمييز الإحصائي إلى التفضيل المنهجي للعامل على أفراد آخرين ذوي خصائص مماثلة، ويؤدي أيضا إلى حالات تتقاضى فيها المرأة أو الأقليات المساوية لنظيراتها في المؤهلات بنسبة أقل، وصمة العار المصاحبة لهذه الحالة ليست بسبب التحيز الشخصي ولكن لها نفس التأثير كما لو كان التحيز موجودًا.

### وصلات خارجية
- الموقع الرسمي (بالإنكليزية).